# Коніїн

Coniine

Конії́н (англ. Coniine) — сильна отрута нервово-паралітичної дії. Хімічна формула — C8H17N, основний алкалоїд (групи піперидину) і отруйна складова болиголова плямистого (Conium maculatum).
Синтезований в 1886 р. німецьким хіміком А. Ладенбургом. Це був перший штучно отриманий алкалоїд.
Коніїн легко всмоктується в шкіру, в слизові оболонки порожнини рота і кишки. Він спричинює параліч закінчень рухових і чутливих нервів, центральної нервової системи. Можливо поява судом.

## Ознаки отруєння
Ознаками отруєння є головний біль, запаморочення, тяжкість у голові, печіння в роті, слинотеча, нудота, блювання, сонливість. Отруєння настає дуже швидко, вже через кілька хвилин з'являються неприємні відчуття в горлі, язик припухає і як би віднімається, зір стає нечітким, послаблюється слух, настає відчуття повзання мурашок по всьому тілу (парестезії). Кінцівки стають важкими, відчувається похолодання всього тіла, обличчя блідне, ковтання утруднене, розладнується хода. М'язи настільки слабшають, що стає важко поворухнутися. У легких випадках отруєння на перший план виступають розлади шлунково-кишкового тракту. У тяжких випадках настає смерть від паралічу дихання.